# Шумотрон
Шумотро́н — ЛБВ-генератор с запаздывающей обратной связью.
Предложен советским учёным В. Я. Кисловым.
Стал первым СВЧ-генератором мощных шумовых сигналов (белого шума).
Используется в системах постановки радиопомех и системах радиоэлектронной борьбы (РЭБ).
В СССР применялся для глушения иностранных радиовещательных станций (см. вражеские голоса).

## Другое значение термина
В более широком смысле шумотроном иногда называют любой генератор помех, построенный на любой элементной базе. Известны шумотроны для наведения помех на работающие диктофоны и другие устройства звукозаписи, шумотроны для подавления мобильной связи и т. п.
По состоянию на 2007 год, одна из российских фирм производит линейку подобных приборов с названием «Шумотрон».